# Guerra de Independencia de Guinea-Bisáu
La Guerra de Independencia de Guinea-Bisáu fue un conflicto armado y la lucha de liberación nacional en Guinea Portuguesa (actual Guinea-Bisáu) entre 1963 y 1974. Tuvo como participantes al gobierno de Portugal y el Partido Africano para la Independencia de Guinea y Cabo Verde, un movimiento de independencia armado respaldado por Cuba y la Unión Soviética, la guerra se conoce comúnmente como "el Vietnam de Portugal" debido a la gran cantidad de hombres y cantidades de material gastado en una guerra larga, principalmente de guerrilla y la agitación política interna que creó en Portugal. La guerra terminó cuando Portugal, después de la Revolución de los Claveles de 1974, otorgó la independencia a Guinea-Bissau, seguida de Cabo Verde un año después.

## Antecedentes
Guinea-Bisáu (así como cerca del archipiélago de Cabo Verde) había sido reclamada por Portugal desde 1446 y fue un importante puesto de comercio de los productos básicos y el comercio de esclavos africanos durante el siglo XVIII, hasta que se abolió la esclavitud a mediados del S XIX. El interior no era sin embargo totalmente controlado por los portugueses. Esporádicos combates continuaron durante el siglo XX y la Islas Bijagós no se pacificó bajo el dominio portugués hasta 1936. En el año 1952 por una enmienda constitucional de Guinea-Bisáu se convirtió en una provincia de ultramar.
Aunque no siempre había sido la resistencia local no fue hasta 1956 el primer movimiento de liberación fue fundada por Amílcar Cabral y Rafael Barbosa, el Partido Africano para la Independencia de Guinea y Cabo Verde (PAIGC ).
La primera actividad importante del PAIGC fue una huelga de trabajadores portuarios en Bisáu el 3 de agosto de 1959. La policía colonial reprimió violentamente la huelga y más de 50 murieron, el incidente fue conocido como el Masacre de Pijiguiti. La masacre condujo a una recuperación importante de apoyo popular para el PAIGC.
En 1960, se decidió trasladar la sede a Conakri en la vecina Guinea con el fin de prepararse para una lucha armada. El 18 de abril de 1961 PAIGC junto con FRELIMO de Mozambique, MPLA de Angola y MLSTP de Santo Tomé y Príncipe forman Conferencia de las organizaciones nacionalistas de las colonias portuguesas (CONCP) durante una conferencia en Marruecos. El objetivo principal de la organización es la cooperación del movimiento de liberación nacional en diferentes colonias portuguesas.

## Conflicto

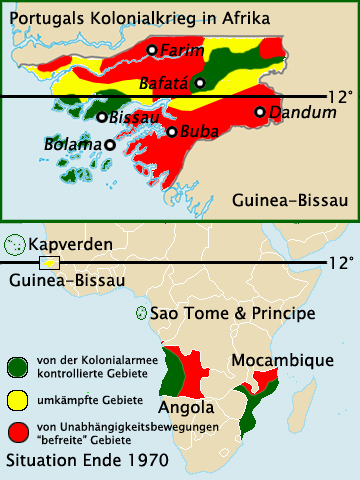
Situación en la Guerra Colonial Africana de Portugal a finales del año 1970 en Guinea-Bissau, Angola y Mocambique (verde: controlado por las fuerzas coloniales portuguesas / amarillo: zona de combate / rojo: "liberada" por movimientos independentistas)

### Insurgencia
Las hostilidades dan el primer brote en enero de 1963, cuando los guerrilleros del PAIGC atacaron la guarnición portuguesa en Tite (Región de Quinara), al sur de la capital Bisáu. Similares acciones guerrilleras se extendieron rápidamente a través de la colonia, principalmente en el sur. Portugal respondió profundamente a los ataques y desplegó una numerosa guarnición. Durante los primeros años las tropas portuguesas estuvieron principalmente a la defensiva.

### Escalada
En 1967, el PAIGC había llevado a cabo 147 ataques contra los cuarteles y campamentos del ejército portugués, y tenía el control efectivo de dos tercios de la Guinea Portuguesa. Al año siguiente, Portugal comenzó una nueva campaña contra la guerrilla con la llegada del nuevo gobernador de la colonia, Antonio de Spínola. Spínola inició una campaña de construcción masiva, construyendo escuelas, hospitales, nuevas viviendas y mejorando las comunicaciones y el sistema de caminos, en un intento de ganarse el favor del público en Guinea.
En 1968, la estrategia del comandante Antonio Spínola tomó la ofensiva haciendo retroceder PAIGC y cobrando impulso. En 1970, el FAP comenzaron a utilizar armas similares a las que los EE. UU. estaban utilizando en la guerra de Vietnam: napalm y defoliantes, el primero para destruir la guerrilla cuando se podía encontrar, esta última para disminuir el número de emboscadas que ocurrieron cuando no podía. La tenencia de Spínola como gobernador marcó un punto de inflexión en la guerra: Portugal empezó a ganar batallas, y en lanzó un osado ataque en Conakri, en la vecina República de Guinea, 400 tropas anfibias atacaron la ciudad y cientos de prisioneros de guerra portugueses fueron liberados.
Los esfuerzos para socavar la estructura organizativa del movimiento de mayor independencia y culminó en 1970 con la Operación Green Mar, un intento de derrocar al gobierno enemigo de Guinea y cortar las líneas de suministro de las guerrillas. El golpe de Estado no pudo acabar con el PAIGC, sin embargo, varios buques fueron destruidos y varios grandes campamentos de prisioneros de soldados portugueses volvieron a ser tomados. Esto intensificó el conflicto con Argelia y Nigeria ofrece soporte para el PAIGC y buques de guerra soviéticos siendo enviados a la zona. Después de 1968 Portugal tenía la ventaja, pero fue atacado constantemente por las tropas del PAIGC, que tenían lanzacohetes SA-7, socavando la superioridad aérea portuguesa. La URSS y Cuba comenzaron a enviar más armas a la Guinea Portuguesa a través de Nigeria, en particular, varios aviones Ilyushin Il-14 que utilizaron como bombarderos.

### Asesinato de Amílcar Cabral
Como parte de los esfuerzos para minar la estructura organizativa del PAIGC, Portugal había tratado de capturar a Amílcar Cabral durante varios años. Tras el fracaso de su captura en 1970, los portugueses comenzaron a utilizar agentes dentro del PAIGC para eliminar a Cabral. Junto a un antiguo socio descontento, los agentes lo asesinaron el 20 de enero de 1973 en Conakri, Guinea. El asesinato ocurrió a menos de 15 meses antes del fin de las hostilidades.
La independencia fue declarada unilateralmente el 24 de septiembre de 1973 y fue reconocido por la Asamblea General de la ONU en noviembre, y se denunció la agresión y ocupación portuguesa y fue antes de completar el reconocimiento y control portugués.

## Cese de las hostilidades
Aunque el ejército portugués en la colonia de Guinea comenzó a empezar a ganar batallas, el 25 de abril de 1974, la Revolución de los Claveles, una revolución militar de izquierda, estalló en Portugal para poner fin a la dictadura autoritaria del Estado Novo. El nuevo régimen rápidamente ordenó la cesación del fuego y comenzó a negociar con el PAIGC.
2069 soldados portugueses y unos 6000 guerrilleros del PAIGC fueron muertos durante la guerra de 11 años, junto a 5000 civiles.

## La posguerra

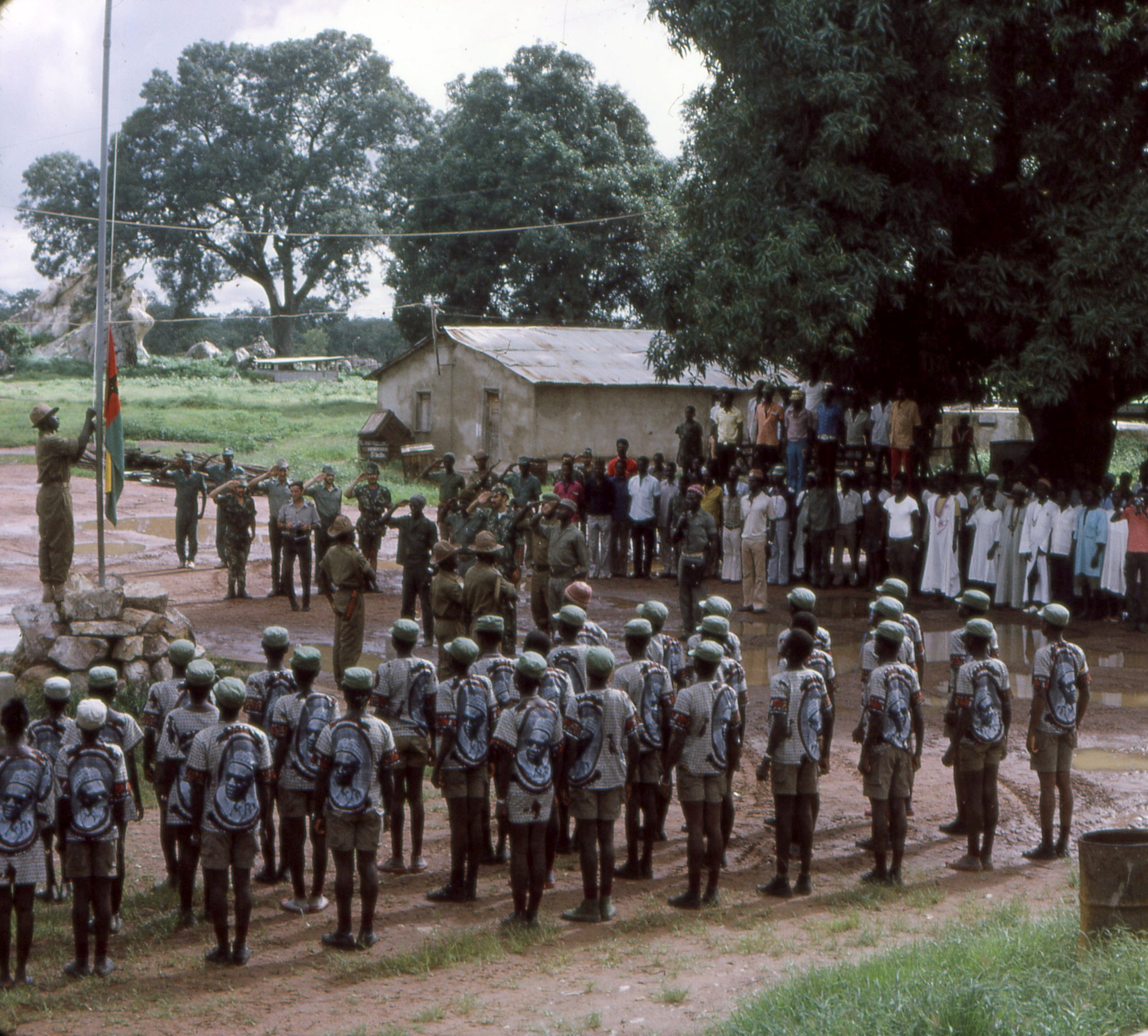
Soldados del PAIGC izan la bandera de Guinea-Bisáu en 1974.

Portugal concedió la plena independencia a Guinea-Bisáu el 10 de septiembre de 1974, después de 11 años y medio de conflictos armados. Luís Cabral, medio hermano de Amílcar Cabral fue nombrado presidente. Después de la independencia de Portugal, los soldados locales que lucharon junto con el Ejército Portugués en contra de las guerrillas de la PAIGC fueron asesinados por miles. Un pequeño número escapó a Portugal o a otros países africanos. La masacre más famosa ocurrió en Bissorã. En 1980, el PAIGC admitió en su periódico "Nó Pintcha" (de fecha 29 de noviembre de 1980) que muchos fueron ejecutados y enterrados en tumbas colectivas sin identificación en los bosques de Cumerá, Portogole y Mansabá.